# Collare (insegna)
Il collare è una catena decorata, spesso fatta di oro e smalto e incastonata con pietre preziose, che viene indossata intorno al collo come simbolo di appartenenza a vari ordini cavallereschi.

## Galleria d'immagini

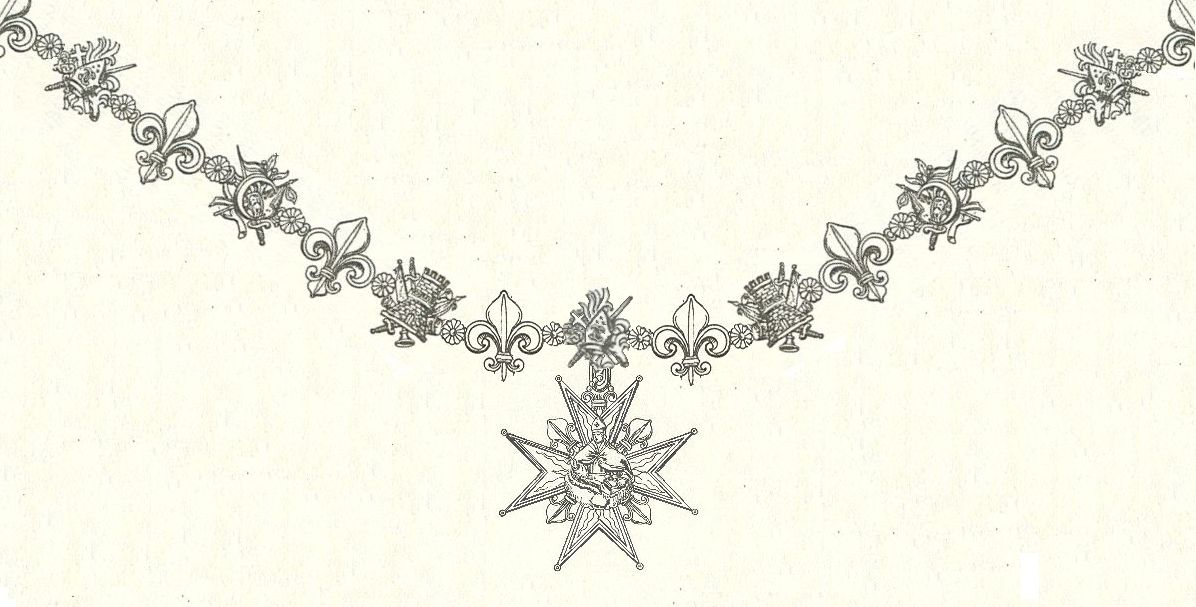
Collare dell'Ordine di San Gennaro
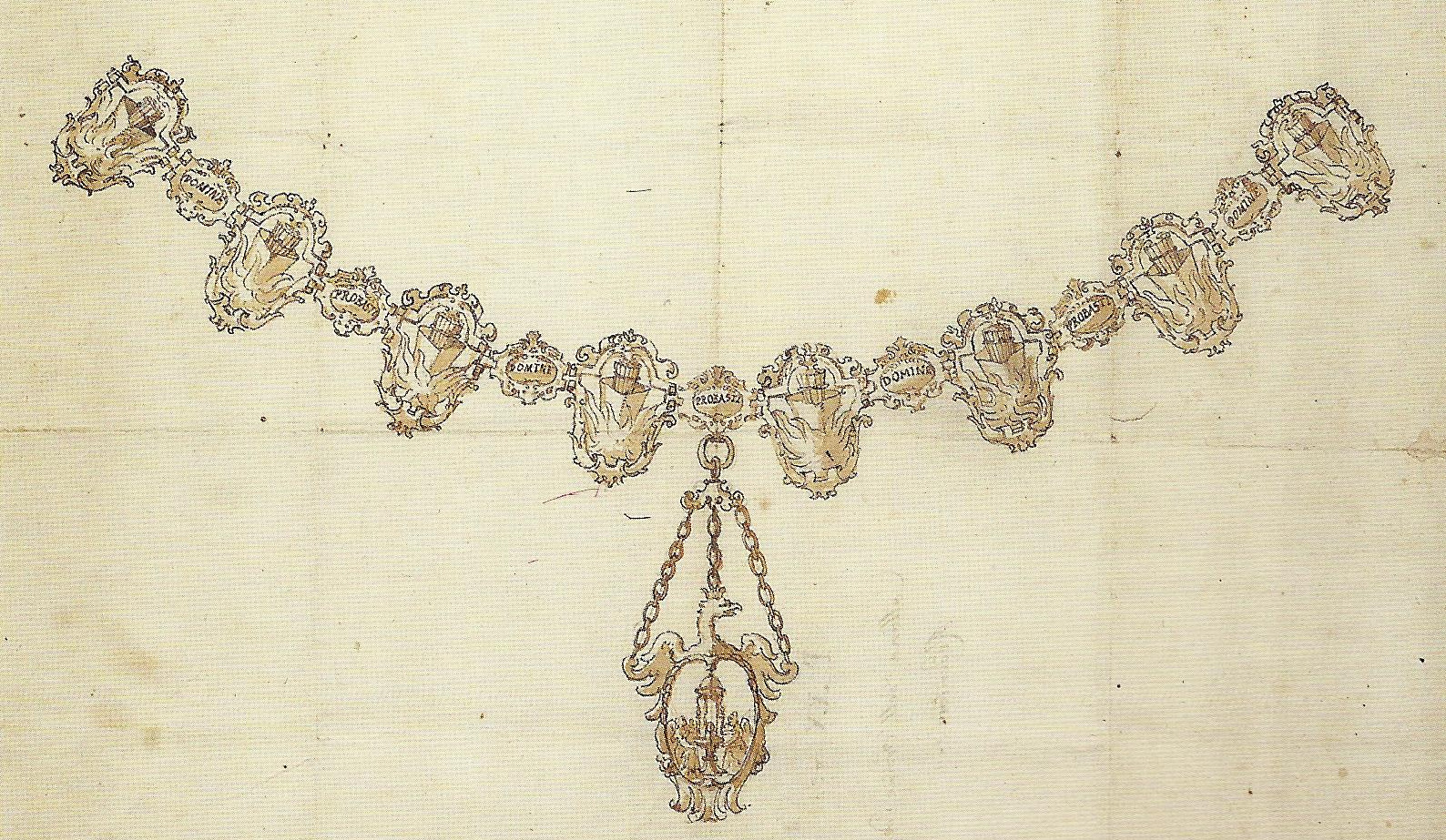
Collare dell'Ordine militare del Sangue di Gesù Cristo